# برت مک‌گرک
برِت مک‌گِرْک (به انگلیسی: Brett McGurk) دیپلمات، وکیل و دانشگاهی آمریکایی است که در پست‌های ارشد امنیت ملی تحت ریاست جمهوری جورج دبلیو بوش، باراک اوباما و دونالد ترامپ فعالیت می‌کرد. وی اخیراً نماینده ویژه ریاست جمهوری در ائتلاف جهانی مقابله با داعش بود. وی در اکتبر ۲۰۱۵ توسط رئیس‌جمهور باراک اوباما به این سمت منصوب شد و تا سال ۲۰۱۸ توسط دولت ترامپ در این سمت باقی ماند. قرار بود مک‌گرک پست خود را در اواسط فوریه ۲۰۱۹ ترک کند، اما او در ماه دسامبر پس از تصمیم رئیس‌جمهور ترامپ برای خروج نیروها از سوریه استعفایش را اعلام کرد.
مک‌گرک از معماران استراتژی بوش برای افزایش سربازان آمریکا در عراق در سال ۲۰۰۷ بود.
مک‌گرک همچنین به عنوان قائم‌مقام دستیار وزیر خارجه در امور عراق و ایران فعالیت می‌کرد و از اکتبر ۲۰۱۴ تا ژانویه ۲۰۱۶ مذاکرات مخفیانه ای را با ایران انجام داد که منجر به مبادله زندانیان و آزادی چهار آمریکایی از ایران شد. وی پیش از این در زمان رئیس‌جمهور جورج دبلیو بوش به عنوان دستیار ویژه رئیس‌جمهور و مدیر ارشد عراق و افغانستان و زیر نظر رئیس‌جمهور اوباما به عنوان مشاور ویژه شورای امنیت ملی ایالات متحده و مشاور عالی سفیر آمریکا در عراق خدمت می‌کرد.او یکی از مذاکره کننده های ارشد آمریکا درباره برجام است.
جو بایدن اعلام کرده مک‌گرک مدیرکل خاورمیانه و شمال آفریقای شورای امنیت ملی آمریکا خواهد بود. 